# Jérémie Aliadière
Jérémie Aliadière (ur. 30 marca 1983 w Rambouillet) – piłkarz francuski grający na pozycji napastnika. Jego przydomki boiskowe to „Ali” lub „Jerrie”.

## Kariera klubowa
Jérémie jako junior trafił do francuskiej szkółki piłkarskiej INF Clairefontaine. Jednak w wieku 16 lat, w 1999 roku podpisał kontrakt z Arsenalem, a upatrzył go sobie już wcześniej menedżer „Kanonierów” Arsène Wenger. Od początku jednak kariera Jérémiego nie przebiegała tak jak powinna, gdyż zbyt często zaczęły go prześladować kontuzje.
Swój debiut w Premier League Aliadière zaliczył w sezonie 2001/2002, a dokładnie 23 lutego 2002 w wygranym 4:1 meczu z Fulham, a zastąpił wtedy samego Thierry’ego Henry. Swoją pierwszą bramkę zdobył natomiast 27 sierpnia tego samego roku, a Arsenal pokonał wówczas West Bromwich Albion 5:2. Przez praktycznie cały czas Aliadière był rezerwowym w Arsenalu. 3 kwietnia 2004 zadebiutował w Pucharze Anglii w przegranym 0:1 meczu z Manchesterem United. Przez cały sezon 2003/2004 wychodził jednak często na boisko i zagrał w kilku ważnych dla Arsenalu meczach, kiedy kontuzje w różnym czasie mieli Henry, Dennis Bergkamp czy José Antonio Reyes. Na początku sezonu 2004/2005 Jérémie doznał kontuzji i pauzował aż do lutego i ostatecznie zagrał tylko w 6 meczach drużyny, w każdym z nich wchodząc na boisko z ławki rezerwowych. Częściej grał w rezerwach zespołu Arsenalu i tam też zdobywał bramki – 8 goli w 5 meczach.
5 lipca 2011 roku podpisał trzyletni kontrakt z występującym we francuskiej Ligue 1 FC Lorient.

### Wypożyczenia
W sezonie 2005/2006 Wenger zdecydował, iż dla wciąż młodego Aliadière, lepiej będzie, jak zostanie on wypożyczony do innego zespołu. Na początku sezonu trafił do Celticu z nadzieją, że wywalczy tam miejsce w podstawowej jedenastce. Aliadiere zawiódł jednak pokładane w nim nadzieje i w Glasgow wytrzymał tylko miesiąc, rozgrywając dwa mecze.
24 sierpnia wrócił do Londynu i został wypożyczony do West Hamu. Jednak pobyt w drużynie „Młotów” także był bardzo nieudany i Jérémie zagrał tylko w 8 meczach, w tym tylko w 1 w podstawowej jedenastce.
31 stycznia 2006 West Ham United zdecydował się przerwać wypożyczenie tego zawodnika i Aliadière trafił do Wolverhampton Wanderers na rundę wiosenną sezonu 2005/2006. Tam grał już częściej na zapleczu ekstraklasy w Championship i zdołał nawet zdobyć 2 bramki ligowe. Latem 2006 powrócił do Arsenalu, z którym przedłużył kontrakt do 2009 roku, a w sezonie 2006/2007 był dopiero piątym w hierarchii napastnikiem w klubie.
Latem 2007 Aliadière opuścił Arsenal i za około 3 miliony euro trafił do Middlesbrough. W latach 2011–2014 grał w FC Lorient, a w latach 2014–2016 w katarskim Umm-Salal. W 2016 wrócił do Lorient. W 2017 roku zakończył tam karierę.
| Sezon   | Klub                    | Kraj    | Rozgrywki               | Mecze | Bramki | Rozgrywki Europy   | Mecze | Bramki |
| ------- | ----------------------- | ------- | ----------------------- | ----- | ------ | ------------------ | ----- | ------ |
| 2001/02 | Arsenal F.C.            | Anglia  | Premier League          | 1     | 0      | –                  | –     | –      |
| 2002/03 | Arsenal F.C.            | Anglia  | Premier League          | 3     | 1      | –                  | –     | –      |
| 2003/04 | Arsenal F.C.            | Anglia  | Premier League          | 10    | 0      | Liga Mistrzów UEFA | 1     | 0      |
| 2004/05 | Arsenal F.C.            | Anglia  | Premier League          | 4     | 0      | –                  | –     | –      |
| 2005/06 | Celtic F.C.             | Szkocja | Scottish Premier League | 0     | 0      | –                  | –     | –      |
| 2005/06 | West Ham United         | Anglia  | Premier League          | 7     | 0      | –                  | –     | –      |
| 2005/06 | Wolverhampton Wanderers | Anglia  | Championship            | 14    | 2      | –                  | –     | –      |
| 2006/07 | Arsenal F.C.            | Anglia  | Premier League          | 11    | 0      | Liga Mistrzów UEFA | 2     | 0      |
| 2007/08 | Middlesbrough F.C.      | Anglia  | Premier League          | 29    | 5      | –                  | –     | –      |
| 2008/09 | Middlesbrough F.C.      | Anglia  | Premier League          | 29    | 2      | –                  | –     | –      |
| 2009/10 | Middlesbrough F.C.      | Anglia  | Championship            | 20    | 4      | –                  | –     | –      |
| 2011/12 | FC Lorient              | Francja | Ligue 1                 | 18    | 2      | –                  | –     | –      |
| 2012/13 | FC Lorient              | Francja | Ligue 1                 | 31    | 15     | –                  | –     | –      |
| 2013/14 | FC Lorient              | Francja | Ligue 1                 | 27    | 8      | –                  | –     | –      |
| 2014/15 | Umm-Salal               | Katar   | Stars League            | 24    | 6      | –                  | –     | –      |
| 2015/16 | Umm-Salal               | Katar   | Stars League            | 13    | 3      | –                  | –     | –      |
| 2016/17 | FC Lorient              | Francja | Ligue 1                 | 13    | 1      | –                  | –     | –      |

Stan na: 1 lipca 2016 r.